# Sextus Iulius Severus
Sextus Julius Severus byl vynikající římský generál druhého století.
Sloužil jako guvernér Moesie a okolo roku 131 byl jmenován guvernérem provincie Británie.
V roce 133 byl převelen do Judska, aby pomohl potlačit Bar Kochbovu rebelii. Kvůli jeho vojenské pověsti jej historikové považují za „hasiče požárů“, který byl posílán do problémových provincií, aby je uklidnil zejména díky vojenským tažením. Jeho přítomnost v Británii je indikátorem toho, že v provincii docházelo k nepokojům. Archeologické objevy nenaznačují žádné boje v Británii za doby jeho guvernerování, ačkoliv důkazy řečníka Fronta o smrti mnoha vojáků v provincii za vlády císaře Hadriána svědčí o problémech.